# 옹진군 (인천광역시)의 향토유적
옹진군의 향토유적은 다음 각 호에 해당하는 것을 말한다.
1. 문화재보호법 및 건조물법에 의거 문화재 및 건조물로 지정되지 아니한 것으로 향토의 역사, 예술상 가치가 있는 것과 이에 준하는 참고자료
2. 향후 문화재로서 보존가치가 있을 것으로 기대되는 유적
3. 향토문화, 토속, 풍속을 연구하는 데 필요한 자료

## 지정 목록
| 번호 | 그림 | 명칭          | 소재지                     | 소유자 (관리자) | 지정·해제일자         | 비고 |
| ---- | ---- | ------------- | -------------------------- | --------------- | --------------------- | ---- |
| 1호  |      | 연평도 충민사 | 옹진군 연평면 연평리 644-2 | 옹진군청        | 1985년 12월 12일 지정 |      |
| 2호  |      | 백령도 패총   | 옹진군 백령면 진촌리 154-1 | 개인            | 1985년 12월 12일 지정 |      |

## 참고 문헌
- 옹진군 홈페이지 - 고시/공고